# Caseosaure
El caseosaure (Caseosaurus) és un gènere de dinosaure que visqué al període Triàsic al que avui en dia és Nord-amèrica. Fou anomenat per E.C.Case. L'espècie tipus, Caseosaurus crosbyensis, fou descrit formalment per Hunt, Lucas, Heckert, Sullivan i Lockley l'any 1998. Les restes fòssils de caseosaure foren trobades a la formació de Dockum a Texas, en estrats que daten del Triàsic superior. De fet és probable que es tracti del mateix Chindesaurus, un altre dinosaure primerenc del mateix període i regió geològica. S'ha classificat com a parent d'Herrerasaurus.